# Khourchidbanou Natavan
Khourchidbanou Natavan (en azéri : Xurşidbanu Natəvan) née le 6 août 1832 à Choucha, où elle meurt le 2 octobre 1897, est une poétesse azérie.

## Biographie
Khourchidbanou Natavan est la fille du dernier khan du Karabagh, le major-général Mehdigulu Khan Javanshir et de sa quatrième épouse, Badir Jahan Begüm (1802-1861). Éduquée au sein de sa famille, Natavan est très instruite. Elle parle plusieurs langues orientales, connaît les œuvres de Ferdowsî, Nizami, Saadi, Hafiz, Fuzûlî, et d'autres poètes de l’Orient. Elle est influencée par Mirza Fatali Akhundov.
Des maisons de commerce, le palais, la mosquée, le théâtre, des clubs d’hiver et d’été, une école secondaire et beaucoup d’autres sites sont construits de son vivant.
En 1858, elle rencontra à Bakou l'écrivain français Alexandre Dumas qui lui offre un jeu d'échecs, conservé aujourd'hui au musée de la littérature Nizami, et qui l'évoque dans son récit de voyage sous le nom de « princesse Khassar Outsmiyeva ». La rencontre de Natavan avec son mari Hasan Khan Utsmiev est décrite en détail par Dumas dans ses mémoires.
En 1872, elle organise à Choucha un cercle littéraire appelé Medjlis-i-uns (« réunion des amis »),, en relation avec d’autres cercles analogues azéris. Selon Harrat Qulu, ce medjlis avait des objectifs religieux, mais on y apprenait également l’art du mugham.  En 1872 toujours, pour l’approvisionnement de la population en eau et l’aménagement de Choucha, Khourchidbanou Natavan fait construire pour cent mille roubles une conduite d’eau potable à partir de la source Isa, située dans le village Saribaba, à 10 km de Choucha ; la fontaine ainsi alimentée est depuis connue comme « eau de la fille du khan » (Khan qizi bulaghi).
Après sa mort en 1897, elle est inhumée dans le mausolée familial à Agdam. Celui-ci est saccagé et détruit après la prise de la ville par les forces arméniennes en 1992.

## Œuvre
Natavan est l'auteure des vers lyriques, pour la plupart inspirés par la tristesse causée par la mort de son fils (« Je pleure », « Parti », « À mon fils » et d’autres). Dans ces poèmes, on remarque également des motifs sociaux, principalement des plaintes concernant la situation des femmes privées de droits dans la société. Les thèmes principaux de la poésie de Khourchidbanou Natavan sont l’amour de la vie, des rêves sur le bonheur, le malheur d’une mère qui a perdu son fils. À part la poésie, Natavan faisait de la peinture : elle dessinait des fleurs, créait des paysages, etc.

## Hommages
Un monument à la mémoire de Khourchidbanou Natavan est installé au centre de Bakou. Son buste était installé à Choucha, sa ville natale. En mai 1992, après la prise de la ville par les forces arméniennes, les bustes en bronze de Natavan, d'Uzeyir Hadjibeyov et de Bul-Bul ont été démontés et emmenés en Géorgie pour la ferraille. Ils ont été rachetés par les autorités azerbaïdjanaises. Actuellement, son buste, avec les traces des balles et un pouce cassé, fait partie de l’exposition à ciel ouvert du musée national d'art à Bakou,.
Une statue rendant hommage à Khourchidbanou Natavan est inaugurée le 18 février 2016, devant la bibliothèque communale de Waterloo en présence de l'ambassadeur d'Azerbaïdjan en Belgique, Fuad Isgandarov.
En 2017, une autre statue en marbre est offerte à la ville d'Évian-les-Bains par celle d'Ismaylli et est installée le long des quais dans le petit « jardin d'Azerbaïdjan ». En décembre 2023, elle est vandalisée après la remise en cause des liens de la ville française avec celle d'Azerbaïdjan à la suite de la guerre au Haut-Karabagh. En mars 2024, elle est retirée et récupérée par l'ambassade d'Azerbaïdjan à Paris.

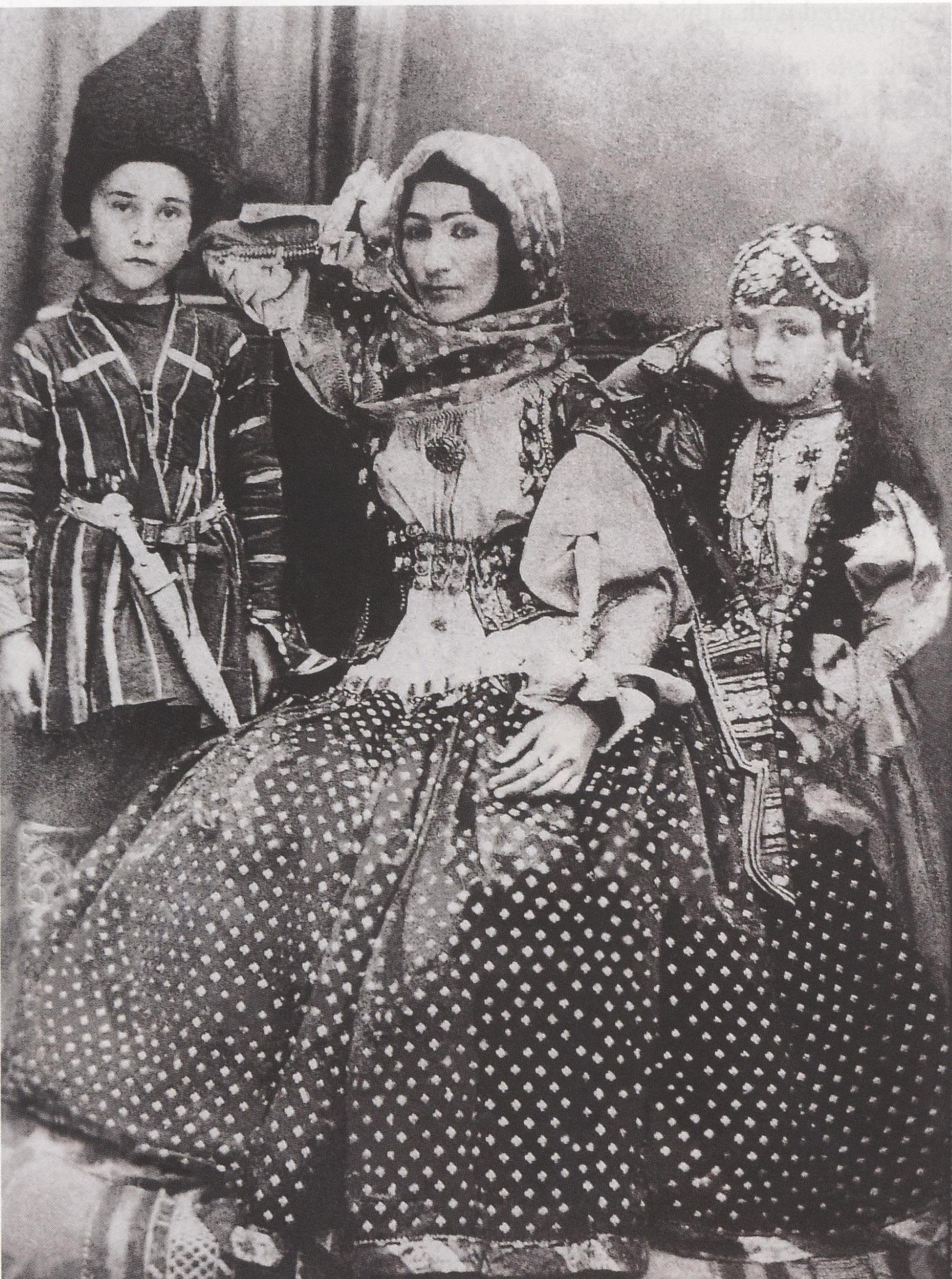
Khourchidbanou Natavan, son fils Mehdiquli-khan Vafa et sa fille Khanbike.
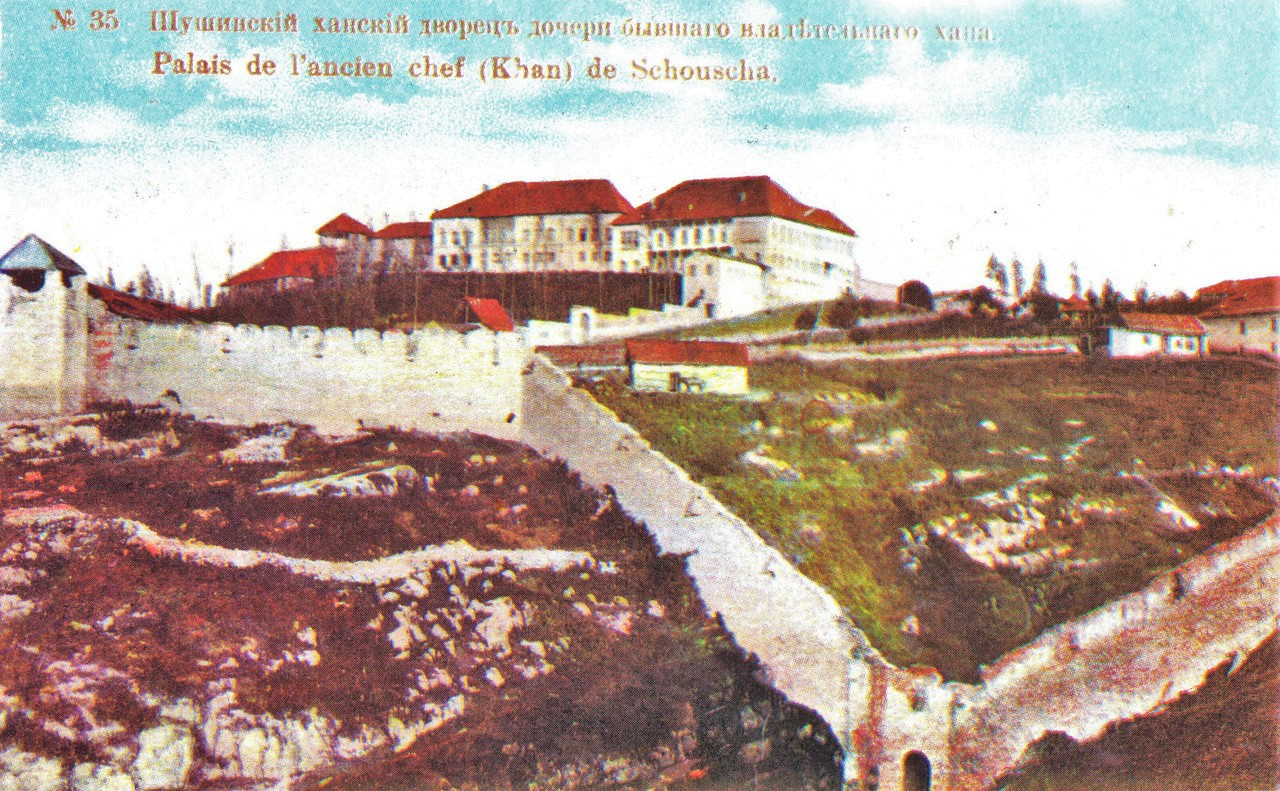
Le palais de Khourchidbanou Natavan à Choucha.
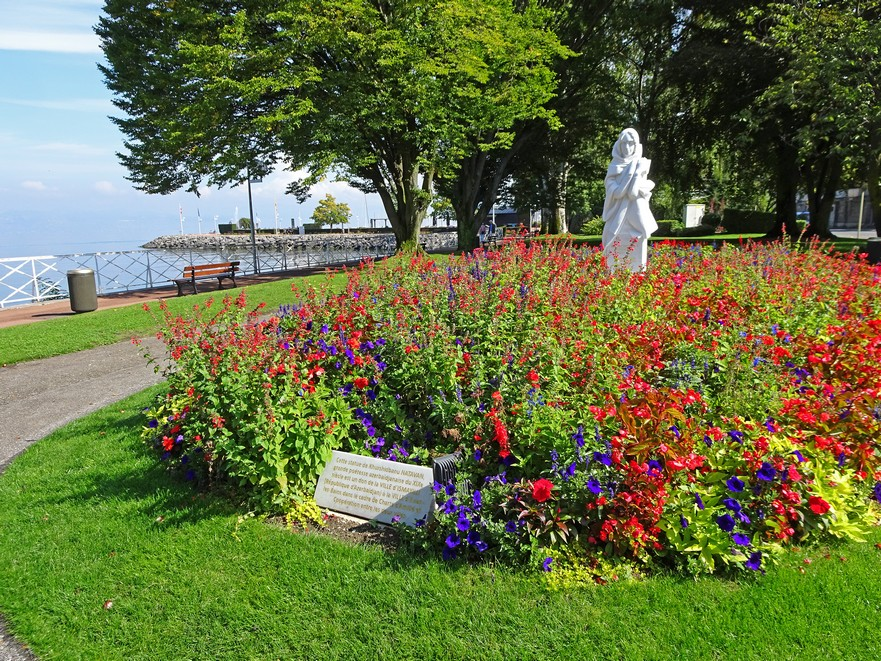
Statue à la mémoire de Khurshidbanu Natavan, offerte par la ville d'Ismayli (Azerbaidjan) à la ville d'Évian (France) et placée dans le « jardin d'Azerbaidjan ».
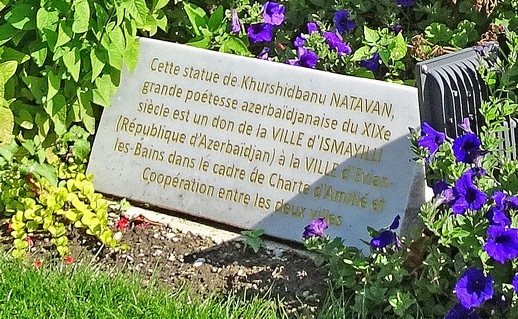
Plaque de la statue de Khurshidbanu Natavan, offerte par la ville d'Ismayli (Azerbaidjan) à la ville d'Évian (France).
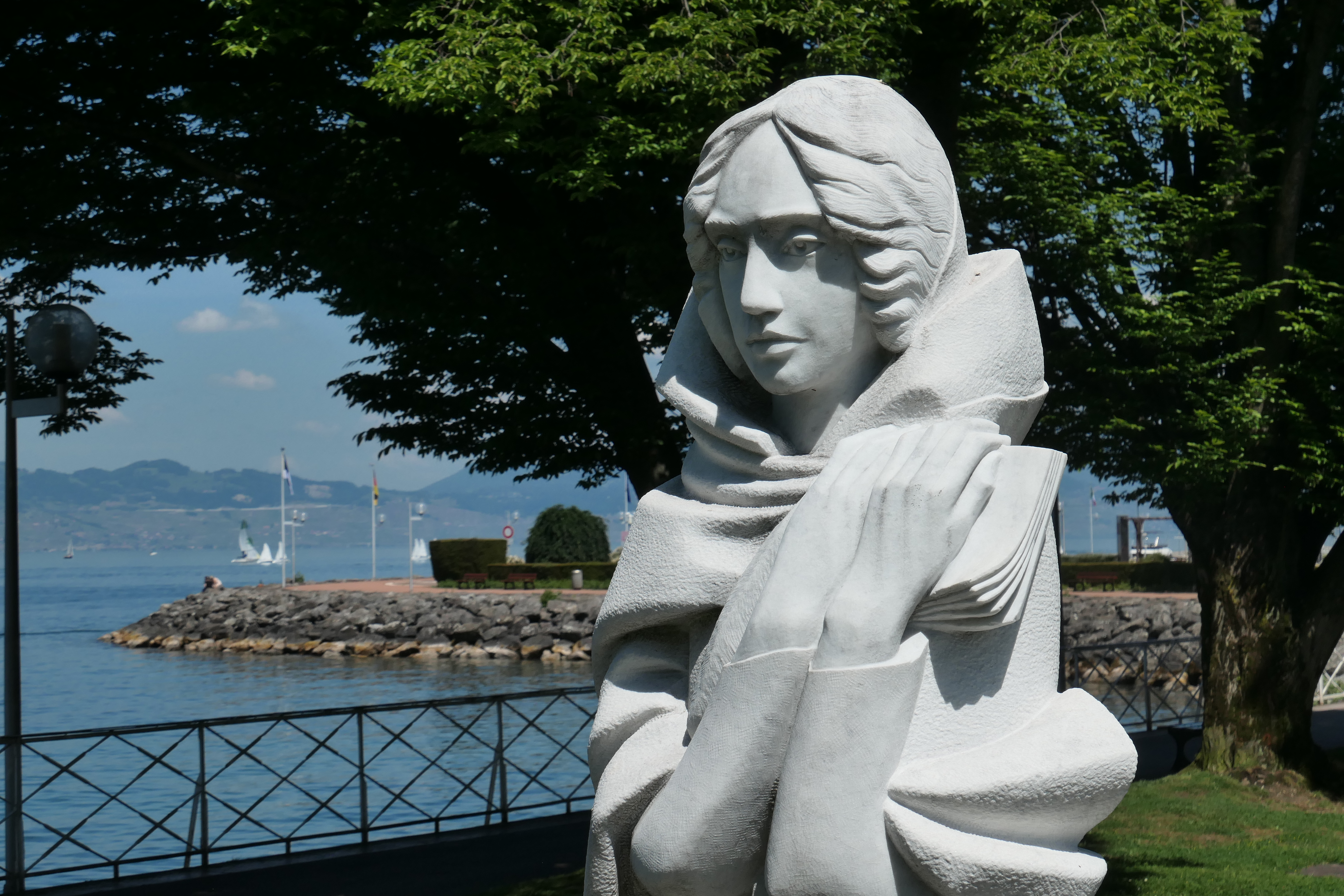
Statue Khourchidbanu Natavan à Évian, détail.
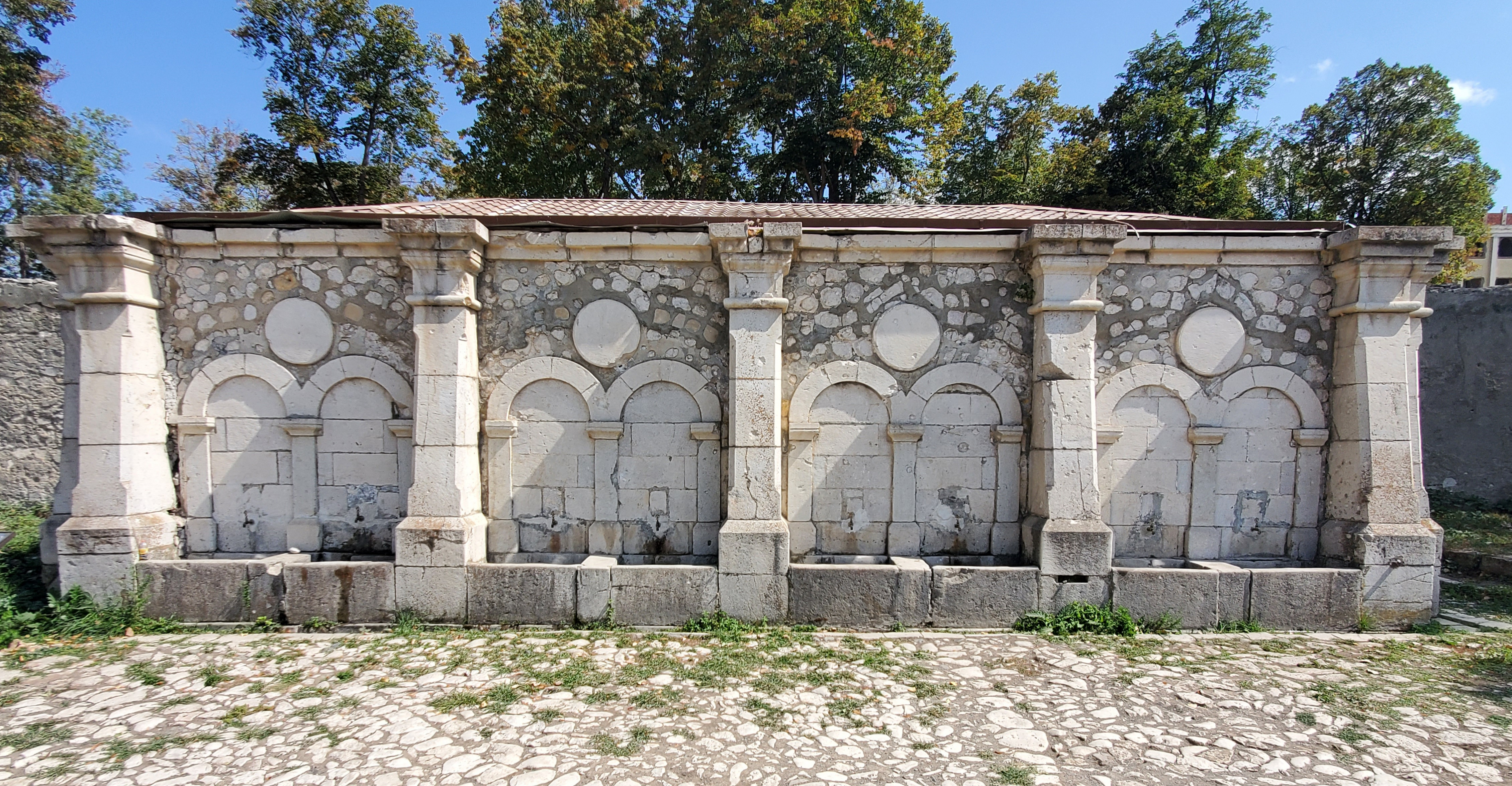
Source Khan Kizi